# فراح بالمر
فراح بالمر (بالإنجليزية: Farah Rangikoepa Palmer)‏ هي لاعبة اتحاد الرغبي نيوزيلندية، ولدت في 27 نوفمبر 1972 في Te Kūiti ‏ في نيوزيلندا.